# Megezh
Le Megezh (russe : Megejekski) est une race de chevaux originaire de la région de Leninsk en Russie. Issu du Iakoute, il est spécifiquement élevé pour sa viande, bien qu'il soit apte à la traction. Il est considéré comme rare.

## Histoire
Le Megezh n'est pas cité par la base de données DAD-IS, mais un chapitre lui est consacré dans l'encyclopédie de Bonnie Lou Hendricks (Université d'Oklahoma, 2007), ainsi que dans le guide Delachaux (2014).
Les prémices de sélection remontent à la fin du XIXe siècle, lorsque les activités de minage dans la région sud-ouest de la Iakoutie entraînent une demande pour un cheval de trait plus puissant. Cependant, l'organisation de l'élevage ne remonte véritablement qu'aux années 1950. Le Megezh provient de croisements réguliers entre le Iakoute et le Kouznetsk, ainsi que d'autres races de trait, notamment le Trait russe, ainsi que le Trotteur d'Orlov.
Sa séparation officielle de la race Iakoute remonte à 2011, dans l'objectif de sélectionner un type de chevaux iakoutes adapté à la production de viande.

## Description
Il forme le plus grand type chez la race iakoute, présentant une conformation typique de cheval de trait, capable de déployer une grande puissance. Il est tout à la fois plus grand et plus épais que le Iakoute. Le guide Delachaux lui attribue une taille moyenne de 1,42 m à 1,53 m, pour un poids de 520 à 600 kg.
La robe peut être baie, alezane, noire, grise, ou présenter les gènes du Rouan, du Dun ou encore du Crème.
Le Megezh est un peu moins adapté au climat sibérien que le iakoute. Les poulinières présentent une excellente fertilité.

## Utilisations
Ce cheval de trait dispose d'aptitudes à la traction, mais il est essentiellement élevé pour sa viande et son lait.

## Diffusion de l'élevage
Le Megezh provient du sud-ouest de la Russie, dans la région de Leninsk, en Iakoutie. Il forme une race rare.
L'étude menée par l'Université d'Uppsala, publiée en août 2010 pour la FAO, ne cite pas le Megezh.